# Хромна
Хромна (пол. Chromna) — село в Польщі, у гміні Збучин Седлецького повіту Мазовецького воєводства.
Населення — 137 осіб (2011).
У 1975-1998 роках село належало до Седлецького воєводства.

## Демографія
Демографічна структура станом на 31 березня 2011 року:
|          | Загалом | Допрацездатний вік | Працездатний вік | Постпрацездатний вік |
| -------- | ------- | ------------------ | ---------------- | -------------------- |
| Чоловіки | 63      | 13                 | 46               | 4                    |
| Жінки    | 74      | 18                 | 43               | 13                   |
| Разом    | 137     | 31                 | 89               | 17                   |